# Парк XVIII століття (Вишня)
Парк XVIII ст. — парк-пам'ятка садово-паркового мистецтва місцевого значення в Україні. Розташований у межах Городоцького району Львівської області, в селі Вишня.
Площа 12 га. Статус надано 1984 року. Перебуває у віданні: Вишнянський коледж Львівського національного аграрного університету.
Статус надано для збереження парку, закладеного у XVIII ст довкола Палацу Фредрів-Шептицьких. У парку зростає бл. 300 видів дерев, зокрема липи, каштани, ясени, дуби, а також коркове дерево та тюльпанне дерево. Парк розташований у мальовничій місцевості, на березі річки Вишні. 